# Accord de libre-échange entre la Bosnie-Herzégovine et la Turquie
L'accord de libre-échange entre la Bosnie-Herzégovine et la Turquie est un accord de libre-échange signé en mai 2019. Il est ratifié par le parlement bosniaque le 16 mars 2021.